# Station Nieuwolda
Station Nieuwolda (geografische afkorting Nwo ) was het spoorwegstation van Nieuwolda in de provincie Groningen aan de spoorlijn Zuidbroek - Delfzijl van de Noordoosterlocaalspoorweg-Maatschappij (NOLS). Het was in gebruik van 5 januari 1910 tot 1 december 1934.
Het stationsgebouw, van het type tweede klasse van de NOLS, is in 1904 gebouwd en in 1940 gesloopt om plaats te maken voor de rijksweg (nu de N362).
0: Zuidbroek ·
2: Zuidbroek dorp ·
4: Noordbroek ·
9: Nieuw Scheemda-'t Waar ·
13: Nieuwolda ·
15: Wagenborgen ·
20: Weiwerd ·
22: Farmsum ·
22: Delfzijl
Appingedam · 
Bad Nieuweschans ·
Baflo · 
Bedum · 
Delfzijl · 
-West · 
Eemshaven ·
Grijpskerk · 
Groningen · 
-Europapark ·
-Noord ·
Haren · 
Hoogezand-Sappemeer · 
Kropswolde · 
Loppersum · 
Martenshoek · 
Roodeschool · 
Sauwerd · 
Scheemda · 
Stedum · 
Uithuizen · 
Uithuizermeeden · 
Usquert · 
Veendam · 
Warffum · 
Winschoten · 
Winsum · 
Zuidbroek · 
Zuidhorn
Voormalige stations: zie de lijst van voormalige spoorwegstations in Groningen